# Rhythmus (Unterricht)
In der Pädagogik bezeichnet der Rhythmus eines Unterrichts, auch Rhythmisierung genannt, die Art und Weise einer überwiegend methodischen Strukturierung des Schullebens mit dem Ziel, unter anderem die Lernleistung zu verbessern. Diskutiert wird die Rhythmisierung insbesondere hinsichtlich der Gestaltung von Tagesabläufen im Konzept von Ganztagsschulen.

## Begriff und Ausgestaltung
Die Rhythmisierung ist abzugrenzen von der Artikulation des Unterrichts, die ebenso zur methodischen Strukturierung gehört, sich aber auf die Gestaltung und des Verlaufs einzelner Lernabschnitte, wie Unterrichtsstunden, ausrichtet, während die Rhythmisierung in der Regel den gesamten Schultag betrifft. Einzelne Phasen von Lernen und Freizeit stehen in einem gestalteten Wechsel. Der Rhythmus des Unterrichts kann beispielsweise umgesetzt werden durch:
- einen Wechsel von Ein- und Ausdruck bzw. An- und Entspannungsphasen, wie unter anderem im Konzept der Arbeitsschule verankert,
- eine Integration von Unterricht und Freizeit durch freiwillige Wahlangebote am Nachmittag wie eine Zirkus-AG[2] oder Yoga,[3]
- einen Wechsel zwischen vorgegebenen, strukturierten Phasen und Phasen der Freiarbeit, in denen jeder Schüler seinem eigenen Rhythmus nachgehen kann,
- einer Abfolge von kognitiv orientierten Fächern und Fächern, in denen Schüler entspannen können,[4]
- einer Taktung von Unterrichts- und Pausenabschnitten, beispielsweise der Wechsel von 90 Minuten Unterricht und 20 Minuten Pause.

## Begründung und Zielsetzung
Eine Schule schafft durch ihre Ausgestaltung für die Schülerinnen und Schüler einen Rhythmus, beispielsweise durch die Regelung zu Unterrichts- und Pausenzeiten und wird damit zum Zeitgeber. Die Begründung einer adäquaten Gestaltung liegt in der Neurowissenschaft. Je besser der biologische Rhythmus eines Lernenden zur Rhythmisierung in der Schule passt, desto besser können optimal Fähigkeiten entwickeln werden. Das bedeutet auch, dass verschiedene Lerntypen und Chronotypen sowie die biologische Leistungskurve unter anderem durch die Schaffung von Partizipation bezüglich der Gestaltung der Lernphasen, beispielsweise durch offene Lernformen wie Wochenpläne, berücksichtigt werden sollten.
Im Vordergrund stehen affektive Ziele, wie den Unterricht aufzulockern und Spannungen zu lösen, zu motivieren sowie die Konzentration zu erhöhen, um letztendlich auch die Lern- und Leistungsfähigkeit zu verbessern.